# Lidija Bačić
Lidija Bačić (ur. 4 sierpnia 1985 w Splicie) – chorwacka piosenkarka, modelka pin-up i aktorka. Bačić zdobyła sławę w 2005 r. gdy w drugiej edycji konkursu Hrvatski Idol zajęła drugie miejsce. W 2010 r. zadebiutowała albumem Majčina ljubav.
Lidija Bačić współpracowała z wieloma muzykami, takimi jak Mladen Grdović, Alen Vitasović, Zanamari Lalic i Luka Basi.
Jest dobrze znana na Instagramie i TikToku publikując tam mocno erotyczne treści i często sprzedając kalendarze pin-up.

## Życiorys
Lidija Bačić urodziła się w Splicie w Chorwacji. Ma dwie siostry Luciję i Dorę oraz brata Franko.
Występować zaczęła w wieku 10 lat na lokalnych festiwalach i konkursach. Pierwszą nagrodę zdobyła w 1997 r. na dziecięcym festiwalu Dječji Festival wykonując cover utworu Mišo Limića Zaljubljeni dječak.

## Kariera

### 2001–2004: Początki kariery
Na początku 2000 r. Bačić dołączyła do zespołu Perle. Grupa występowała na różnych festiwalach z  Bačić jako główną wokalistką. W 2001 r. wystartowała z utworem Pokraj bistra izvora w chorwackich eliminacjach do Konkursu Piosenki Eurowizji i zajęła 15. miejsce wśród 20 startujących.

### 2005: Hrvatski Idol
W 2005 r. Bačić wystąpiła w drugiej edycji konkursu Hrvatski Idol w Splicie.

### 2019–do chwili obecnej: Dora 2019
17.01.2019 Bačić została zgłoszona do chorwackich eliminacji do Konkursu Piosenki Eurowizji, noszących nazwę Dora 2019, gdzie wraz z piosenką  Tek je počelo uplasowała się na 11 miejscu.

## Dyskografia
Albumy studyjne
- Majčina ljubav (2010)
- Daj da noćas poludimo (2011)
- Viski (2015)
- Tijelo kao pjesma (2017)
- Revolucija (2020)[7]
- Flashback (2022)

## Filmografia
- Aleksi (film), jako Lille (2018)
- Ko te šiša (serial TV), jako Lille (2018)
- Firma (serial TV), jako Lille (2020)[8]